# Oswaldo de Oliveira
Oswaldo de Oliveira, född 5 december 1950, är en brasiliansk tidigare fotbollsspelare och tränare.
Oliveira ledde det Corinthians till finalen i Världsmästerskapet i fotboll för klubblag 2000 och vann guldet. Han blev utsedd till J.League "Manager of the Year" 2007, 2008 och 2009.